# Sobralia crispissima
Sobralia crispissima är en orkidéart som beskrevs av Robert Louis Dressler. Sobralia crispissima ingår i släktet Sobralia och familjen orkidéer. Inga underarter finns listade i Catalogue of Life.